# Courtry
Courtry  es una población y comuna francesa, en la región de Isla de Francia, departamento de Sena y Marne, en el distrito de Torcy y cantón de Claye-Souilly.

## Geografía
Courtry es una ciudad pequeña situada en una quincena de km al este de París Puerta de Villette.

## Demografía
| 300                       | 325 | 332 | 321 | 326 | 353 | 347 | 331 | 329 | 325 | 345 | 341 | 296 | 470 | 431 | 451 | 419 | 415 | 362 | 350 | 365 | 343 | 487 | 606 | 650 | 552 | 1 033 | 1 808 | 2 489 | 3 249 | 4 215 | 5 503 | 6 036 | 5 989 |
| (Fuente: INSEE y Cassini) |     |     |     |     |     |     |     |     |     |     |     |     |     |     |     |     |     |     |     |     |     |     |     |     |     |       |       |       |       |       |       |       |       |

## Patrimonio religioso

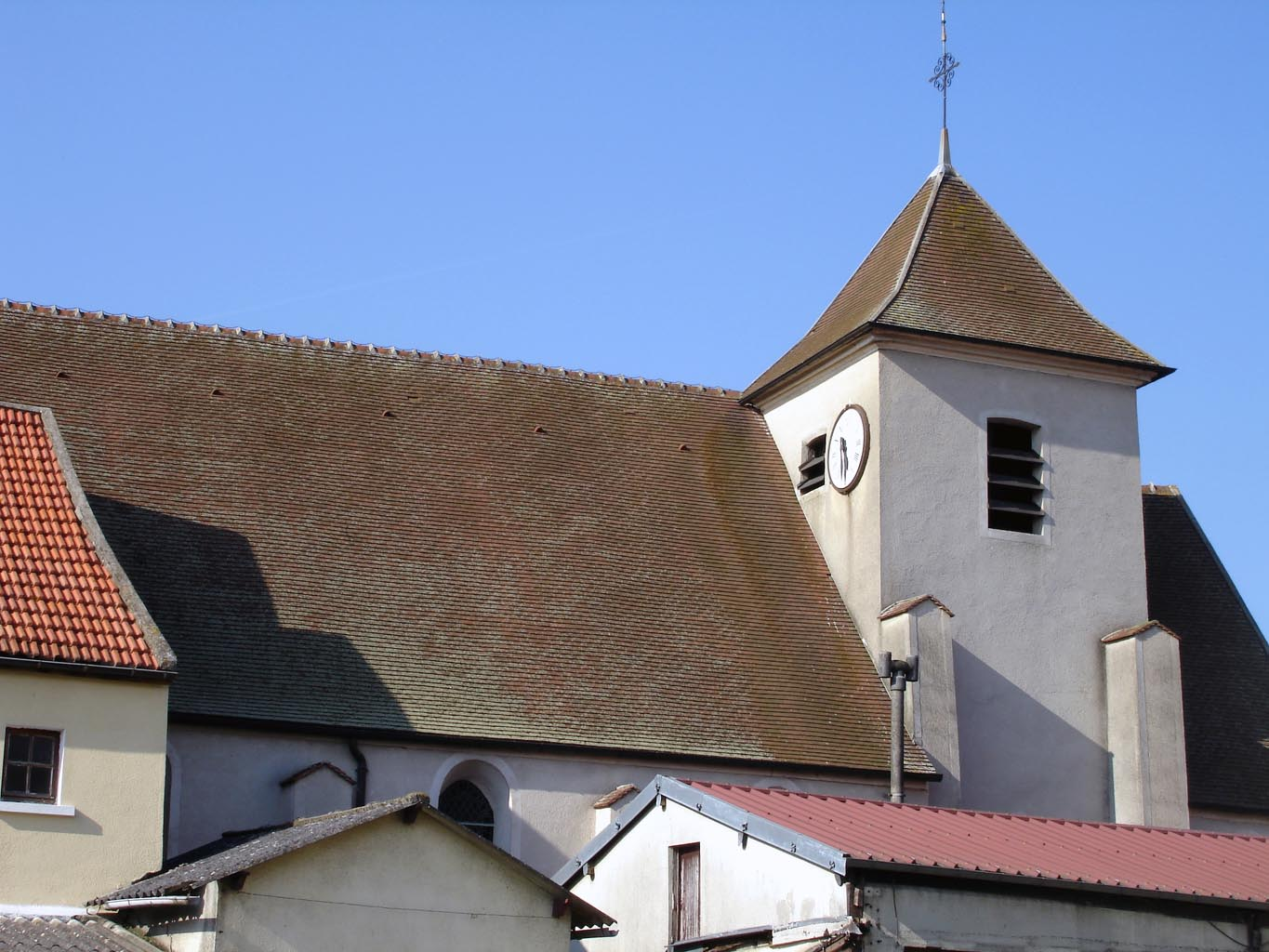
Iglesia

- Iglesia de Saint-Médard, rural de siglo XVI, de estilo románico con bóvedas renacentistas.